# Porphyrellus
Genre
Porphyrellus est un genre de champignons de la famille des Boletaceae. Ils ressemblent aux Tylopilus mais leurs sporophores sont plus sombres. Les espèces sont quasi toutes redistribuées dans différents genres.[Par qui ?]
Selon Index Fungorum, ce genre serait un synonyme de Tylopilus, mais pas selon MycoBank. 

## Taxinomie
Porphyrellus E.-J. Gilbert, 1931
Basé sur le l'espèce Porphyrellus pseudoscaber européenne qui invalide Porphyrellus porphyrosporus[pas clair]. La définition du genre devrait probablement évoluer.[précision nécessaire]

## Description du sporophore
Sporophore : genre surtout utilisé pour les taxons de couleur sombre, placé dans Tylopilus avec des spores de couleur brun très foncé à sombre-rosâtre[incompréhensible]. Ils sont souvent cyanescents et/ou roussâtres puis nigrescents.
Hyménium jaune verdâtre pâle à presque noir. 
Spores de couleur brun très foncé à sombres rosâtres.

## Habitat
Généralement dans les régions tempérées nord (une espèce en Europe, plusieurs dans l'est de l'Amérique du Nord, l'Asie Est) et quelques-unes en Australie et en Nouvelle-Zélande.[incompréhensible]
Mycorhizes avec les Pinacées, Fagacées, Myrtacées, Casuarinacées, et peut-être les Diptérocarpacées.

## Classification phylogénétique
En 1984[réf. incomplète], le classement des Boletales précise que Porphyrellus brunneus est bien une espèce de la famille des Boletaceae, mais ne l'associe à aucun genre ou groupe[pas clair].
Un autre recherche est en cours[pas clair].

## Synonymes
- Porphyrellus alveolatus R. Heim & Perr.-Bertr. 1964 > synonyme d'Heimioporus alveolatus (R. Heim & Perr.-Bertr.) E. Horak 2004
- Porphyrellus brunneus McNabb 1967 > synonyme de Tylopilus brunneus (McNabb) Wolfe 1980
- Porphyrellus cookei (Sacc. & P. Syd.) Singer 1945 > synonyme for Boletus cookei Sacc. & P. Syd. 1899
- Porphyrellus dictyotus Boedijn 1960 > synonyme d'Austroboletus dictyotus (Boedijn) Wolfe 1980
- Porphyrellus niveus (G. Stev.) McNabb 1967 > synonyme de Fistulinella nivea (G. Stev.) Singer 1983
- Porphyrellus nothofagi McNabb 1967 > synonyme de Fistulinella nothofagi (McNabb) Singer 1983
- Porphyrellus porphyrosporus (Fr. & Hök) E.-J. Gilbert 1931 > synonyme de Tylopilus porphyrosporus (Fr. & Hök) A.H. Sm. & Thiers 1971
- Porphyrellus pseudoscaber Secr. ex Singer 1945 > synonyme de Tylopilus porphyrosporus (Fr. & Hök) A.H. Sm. & Thiers 1971
- Porphyrellus venezuelae (Singer & Digilio) Singer 1970 > synonyme de Fistulinella venezuelae (Singer & Digilio) Singer 1978
- Porphyrellus violaceiporus (G. Stev.) McNabb 1967 > synonyme de Fistulinella violaceipora (G. Stev.) Pegler & T.W.K. Young 1981
- Porphyrellus viscidus McNabb 1967 > synonyme de Fistulinella viscida (McNabb) Singer 1978

## Liste d'espèces
Selon Catalogue of Life (28 octobre 2013) :
- Porphyrellus atrofuscus
- Porphyrellus cyaneotinctus
- Porphyrellus formosanus
- Porphyrellus fuligineus
- Porphyrellus novae-zelandiae
- Porphyrellus pacificus
- Porphyrellus umbrosus
- Porphyrellus zaragozae

Selon MycoBank (28 octobre 2013) :
- Porphyrellus alboater,
- Porphyrellus alveolatus,
- Porphyrellus amylosporus,
- Porphyrellus atrafuscus,
- Porphyrellus atrobrunneus,
- Porphyrellus brunneus,
- Porphyrellus cookei,
- Porphyrellus cyaneotinctus,
- Porphyrellus dictyotus,
- Porphyrellus festivus,
- Porphyrellus formosanus,
- Porphyrellus fuligineus,
- Porphyrellus fumosipes,
- Porphyrellus fusisporus,
- Porphyrellus fusisporus,
- Porphyrellus gracilis,
- Porphyrellus heterospermus,
- Porphyrellus indecisus,
- Porphyrellus longipes,
- Porphyrellus malaccensis,
- Porphyrellus niger,
- Porphyrellus nigrellus,
- Porphyrellus niveus,
- Porphyrellus nothofagi,
- Porphyrellus novae-zelandiae,
- Porphyrellus pacificus,
- Porphyrellus porphyrosporus,
- Porphyrellus pseudoscaber,
- Porphyrellus rionegrensis,
- Porphyrellus sordidus,
- Porphyrellus subflavidus,
- Porphyrellus subvirens,
- Porphyrellus tristis,
- Porphyrellus umbrosus,
- Porphyrellus venezuelae,
- Porphyrellus violaceiporus,
- Porphyrellus viscidus,
- Porphyrellus zaragozae

Selon NCBI (28 octobre 2013) :
- Porphyrellus brunneus
- Porphyrellus niger
- Porphyrellus novae-zelandiae
- Porphyrellus pseudoscaber
- Porphyrellus sordidus